# Гожендув
Гожендув  (пол. Gorzędów) — остановочный пункт железной дороги (платформа) в селе Гожендув в гмине Каменьск, в Лодзинском воеводстве Польши. Имеет 2 платформы и 2 пути. 
Остановочный пункт на железнодорожной линии Варшава — Катовице, построен в 1952 году.